# مزرعة الزرافة
مزرعة الزرافة هي فندق صغير في ضاحية لاغاتا في نيروبي بكينيا، وهي بمثابة منزل لعدد من زرافي روثشيلد المهددة بالانقراض، حيث تعمل، إلى جانب استضافتها للسياح، على برنامج تربية وإكثار هذه النويعة في سبيل الحفاظ عليها وإعادة توطينها في البرية.

## تاريخ
أنشأت هذه المزرعة بدايةً على شكل نزل للصيد، وذلك في عام 1932، بأمر السير ديفيد دنكان، سليل عائلة ماكنتوش، المشهورة بطوفي ماكنتوش. تقع المزرعة على أرض مساحتها 150 فدانًا، وتنتهي حدودها على نهر مباغاتي، الواقع على الحدود الجنوبية لمدينة نيروبي. تم شراء المزرعة في ستينات القرن التاسع عشر من قبل مستثمر محلي، الذي أجَّرها بعد ذلك لعدد من الأشخاص، من ضمنهم دينيس لاكين، قبل أن تصبح بحالة سيئة وتهجر.
في عام 1974، تم شراء المزرعة من قبل بيتي ليزلي ميلفيل وزوجها جوك، بالإضافة إلى مساحة 60.7 دونم (15 فدان) من المساحة الأصلية التي تبلغ 150 فدانًا. منذ ذلك الحين تم شراء 60 فدانًا أخرى لتضاف إلى مساحة المزرعة، كا وهبت بيتر بيرد 40 فدانًا آخر إلى أصحاب الأرض لتشكيل جزء من «مزرعة الخنازير» خاصته، مما جعل المساحة الكلية للمزرعة 115 فدانًا.

## تحولها إلى مأوً للزراف
بعد أن قامت عائلة ليزلي ملفيل بشراء المزرعة بفترة قصيرة، علمت أن ما تبقى من زرافي روثشيلد في كينيا معرضة لخطر الانقراض بسبب الشراء القسري للحكومة الكينية لمساحة خاصة تبلغ 18,000 فدان (73 كم مربع) في سوي، بالقرب من إلدوريت، والتي كانت الموطن الوحيد لتلك الزرافي في كينيا. شراء الحكومة لمساحة الأرض أدى لتقسيمها إلى قطع صغيرة، مما أفضى لقتل الزرافي. ولأن المزرعة تأوي أساسًا ثلاث زرافي (توم، ديك، وهاري)، وافقت عائلة ليزلي ملفيل على إيواء زرافة صغيرة، بلغ ارتفاعها 2.4 أمتار (8 أقدام)، وزنتها 450 رطلًا، وسمَّتها ديزي. وقد كتبت بيتي ليزلي ملفيل كتاب «تربية الروثشفيلد ديزي» عنهم، وتحول بعدها إلى فيلم «الزرافة الأخيرة».
انضم لديزي لاحقًا زرافة صغيرة أخرى سُميت مستي مارلون نسبة إلى مارلون براندو. ومنذ ذلك الحين، وحدت المزرعة جهودها مع مواقع أخرى في بيدفودشير، إنجلترا مثل حديقة سفاري وبرن، لعمل برنامج لتربية وإكثار زرافي روثشيلد وإطلاقها في البرية وتوسيع مخزونها الجيني. تعيش في المزرعة عادةً 12 زرافة، على الرغم من وجود 8 منها فقط حاليًا. أُعطي جزء من أرض المزرعة لمركز الزراف، المُدار من قبل الصندوق الأفريقي للحياة البرية المعرضة للخطر، وهي مؤسسة خيرية أقامها عائلة ليزلي ملفيل وابنة بيتي عام 1972.

## تحولها إلى فندق

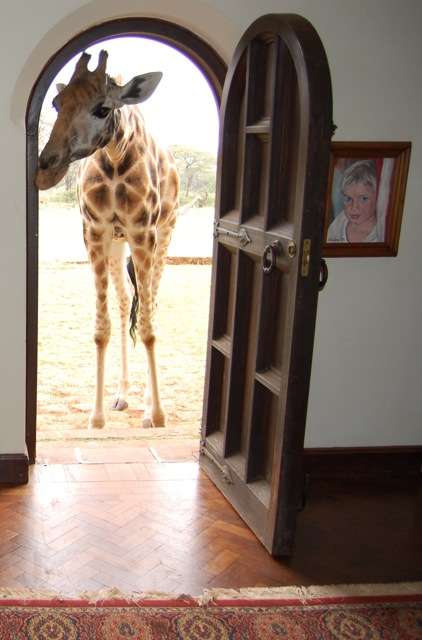
زرافة تدخل رأسها من باب مزرعة الزرافة.

## اقرأ المزيد
- Jock and Betty Leslie-Melville, Raising Daisy Rothschild, Warner Books (1979) (ردمك 0-446-89948-8)
- Lynn Sherr, Tall Blondes, A Book about Giraffes, Andrews McMeel (1997) (ردمك 0-8362-2769-7)

## روابط خارجية
- Giraffe Manor website